# 浮板

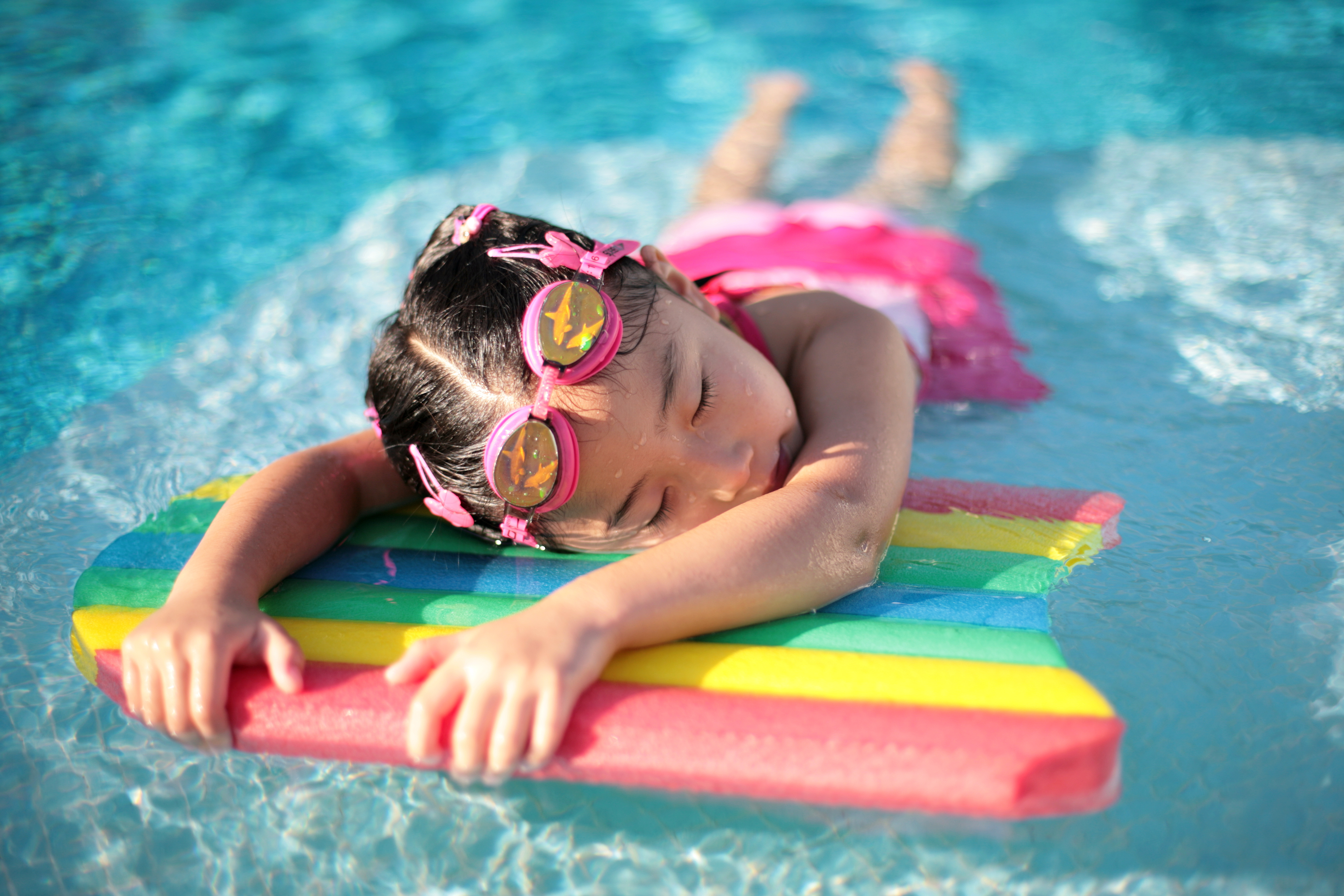
配合浮板來游泳

浮板是一種游泳所用的輔助工具，給初學者或游泳技術較差的人用來幫助浮身。用法是把雙手放在浮板上，腳在後面打水前進。它主要成片狀，裡面塞著浮力強的海綿，但隨著文明的進步，漸漸研發出各式各樣的浮板，如夾腳浮板，使人游泳更順利。